# Állati kancsalság

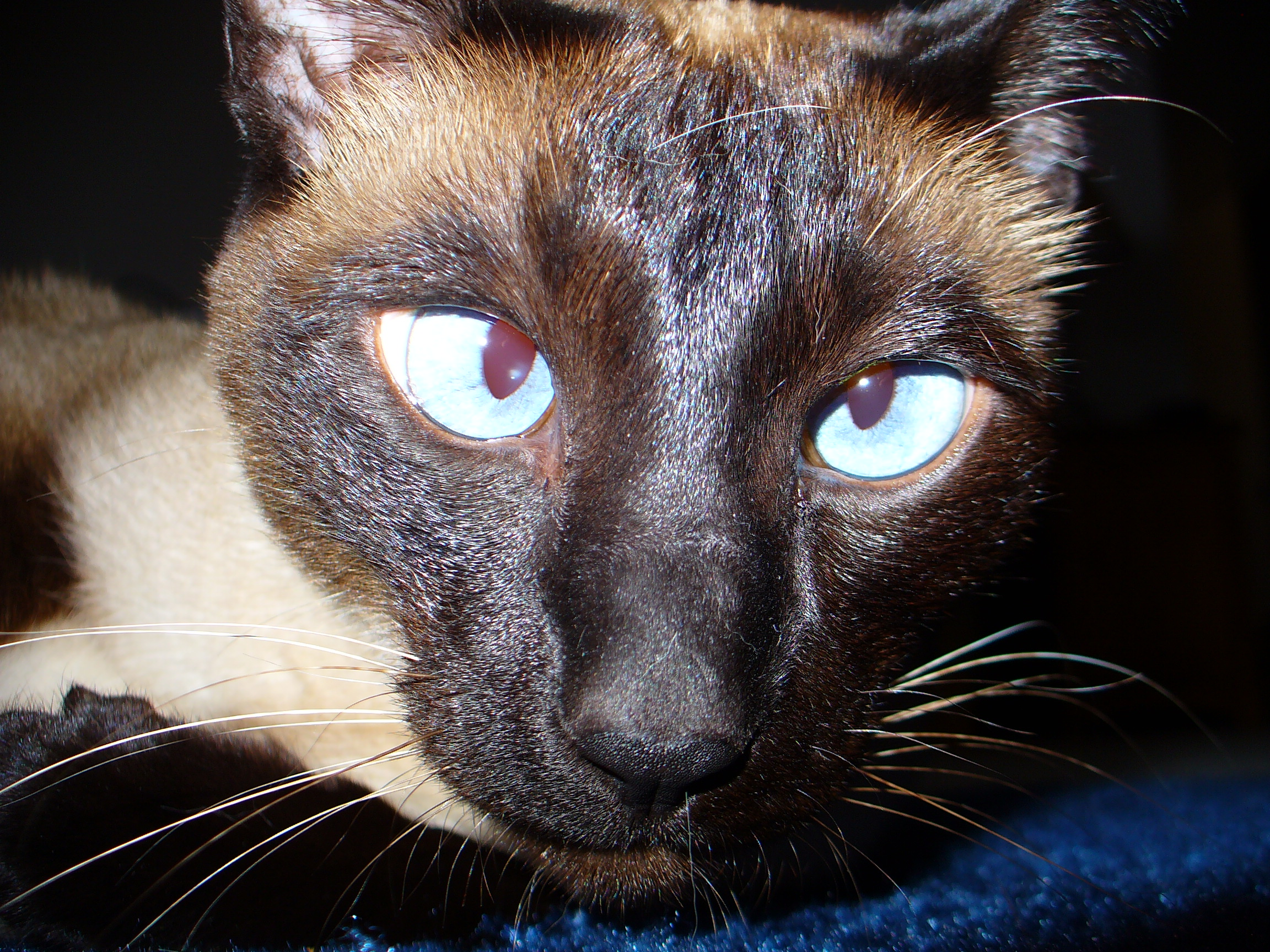
A sziámi macska jellegzetes kék, kancsal szeme jellemző a fajtára

Az állati kancsalság rendellenessége állatok körében ugyanúgy megjelenik, mint a humán környezetben, ezzel okot adva különböző kutatások és vizsgálatok elvégzésére e témában, az állatvilágban is. Ha a kancsalságról beszélünk, a kutatások és megfigyelések zöme az emberre irányul, de tanulsággal szolgálnak az állatok körében végzett kutatások is.

## Az állati kancsalságra vonatkozó kutatások
Az első kutatásban jelentős mértékű kancsalsággal született kismacskák szerepeltek. A kísérletvezetők a tizennégy macskát születésüktől kezdve megfigyelték, míg végül arra a következtetésre jutottak, hogy az állatoknál egyidejűleg jelentkezett vizuálisan vezérelt viselkedés és a látóidegek által bezárt szög normál helyzetbe állása a két hónap megfigyelési idő alatt.

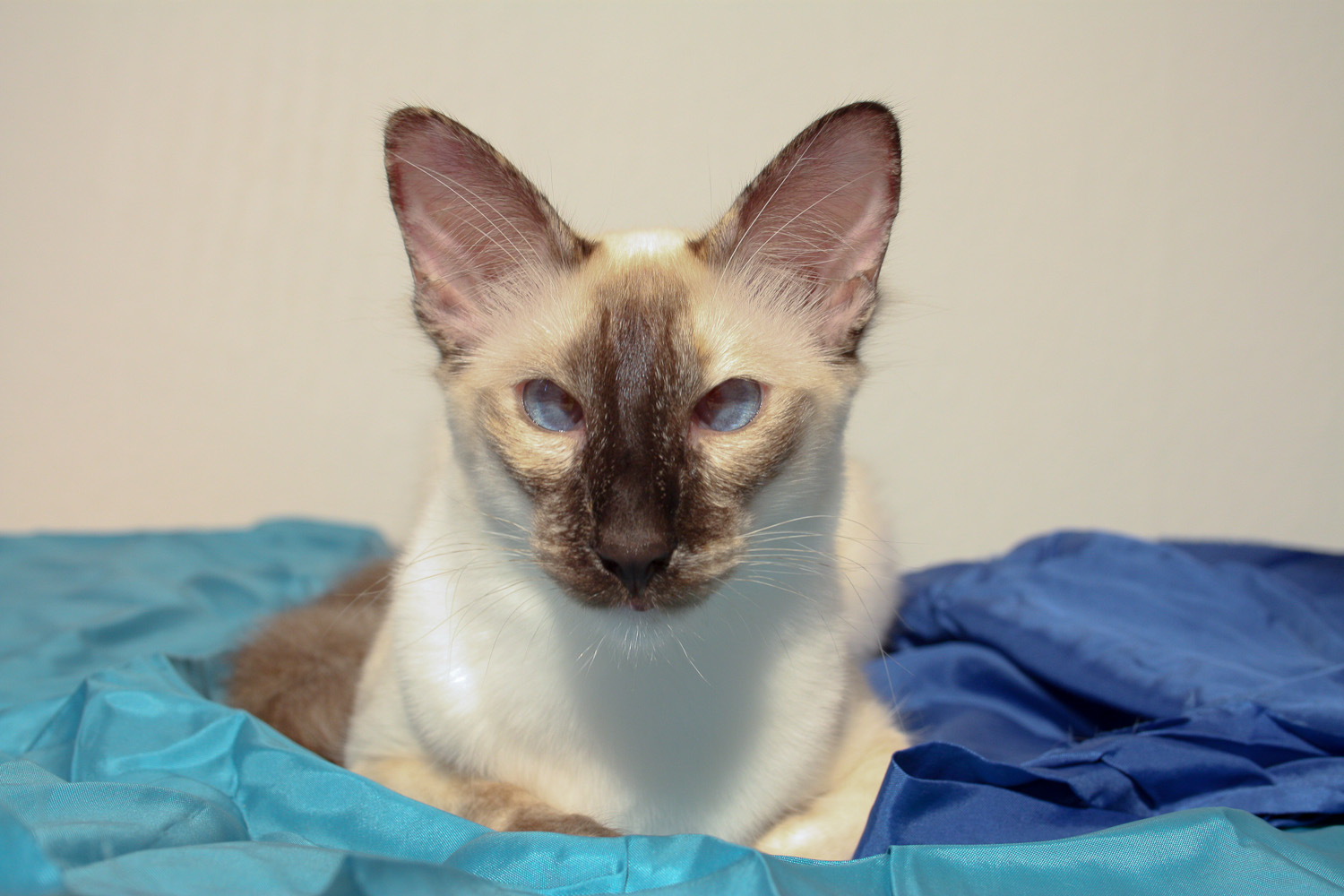
Balinéz kancsal macska

Öt macska binokulárisan zárt szemhéjjal és tízből kilenc monokulárisan zárt szemhéjjal született, s az ő esetükben később tartós kancsalság fejlődött ki. A korábbi kutatások mind hasonlóan eltérő kancsalságról számoltak be, s a kancsalság a későbbiekben széles körű szemlencsebéli rendellenességek okozójává vált. Ezek az eredmények alátámasztották, hogy a macskák igényelnek egy normál, binokuláris vizuális környezetet a megfelelő lencsebéli fejlődés ideje alatt.
Feltételezett, hogy a normál fejlődés során, a binokuláris mintázatú látóbemenet néhány ponton stimulálja a macska látórendszerét, hogy az megfelelően hangolja be a szemeket. A binokuláris zártság semmilyen mintázatú stimuláció hatására sem hozott eredményt, így ezek a szemek megmaradtak eltérőnek. A monokuláris zártság hozott eredményt különböző mintázatú stimulációkra nyitott szemen keresztül, de egyúttal széles körű hibát is eredményezett a csukott szemből érkező adathiány következtében. A látórendszer kétségtelenül nem igényli a látókérget ezen behangolás szempontjából, miután három macska kiterjedt látókéreg-leváláson esett át, mely a nyolcadik napon alakult ki, ezzel demonstrálva a normál fejlődését mind a vizuálisan vezérelt viselkedés, mind a lencsében végbemenő változások tekintetében.

## Paralitikus kancsalság
Nem hagyható figyelmen kívül a paralitikus kancsalság, mint rendellenesség sem. Egy vizsgálat során kutatók a paralitikus kancsalságnak a látásra és a vizuális mechanizmusokra gyakorolt hatásait vizsgálták, ezúttal azonban már kifejlett, felnőtt macskák esetében. A kísérlet során a macskák egyik szemét lekötötték s bár mindkét szemet különböző gyakorlatoknak vetették alá, ennek ellenére a lekötött szem vizuális diszkriminációs képessége nagymértékű csökkenést mutatott. Ennek kialakulása vélhetően nem hozható összefüggésbe azzal, hogy a szemet korábban lekötötték, de minden jel arra mutat, hogy egy olyan adaptív mechanizmust tükröz, aminek a kettős látáshoz lehet köze. A lekötött szem ilyen fajta reakciója a chiasma opticum vágásával - amely ily módon megszünteti a két szem között a kancsalság miatt kialakult versengést- is folytatódott.
Kancsalság esetén, azaz, ha a két látóideg egymáshoz viszonyítva abnormális pozíciót vesz fel, olyan észlelési zavarok jöhetnek létre, mint például a binokuláris látás zavara, a vizuális összevisszaság (visual confusion) vagy a diplopia (kettőslátás).
Lehetségesen bomlasztó hatásai ezen effekteknek jelentős mértékben csökkenthetőek vagy akár kiküszöbölhetőek, különböző adaptív mechanizmusok segítségével, amelyek engedélyezik bizonyos bejövő információk elutasítását egyik szemből, a másik szemből érkező információk javára. Két fajta ilyen adaptációt ismerünk. Az első adaptáció, a váltakozó kancsalság, tartalmazza a gyakran elmozduló foveális fixációt egyik szemről a másikra, oly módon, hogy mindkét szem lehet domináns és elnyomott is egy bizonyos szinten.
A második adaptáció, az elnyomott amblyopia jellemzője, hogy az egyik szem folyamatosan dominál a másikkal szemben. A folyamatosan elnyomás alatt tartott szem amblyopiássá válik, vizuális képességei észlelési tekintetben szegényessé válnak, még akkor is, ha a domináns szem adott esetben letapasztásra kerül. Néhány esetben azonban előfordul, hogy az amblyopiás szem hozzájárul a binokuláris látás egy enyhe formájához, kifejlesztve egy új látóideget (non-foveális, excentrikus fixáció). Ha a váltakozó elnyomás, mint jelenség, amblyopia vagy excentrikus fixáció nem hoz eredményt a retina illetve a szem optikai zavarára nézve, kontroll mechanizmusok igénybevétele célszerű.
A jelenlegi álláspont arról számol be, hogy a központi elváltozások olyan, eddig ismeretlen újjászerveződéseket engedélyezhetnek, melyek tanulmányozása csak napjainkban vette kezdetét.